# Giovanni Fagnano
Giovanni Fagnano (italià: Giovanni Francesco Fagnano dei Toschi)  (Senigallia, 31 de gener de 1715 - Senigallia, 14 de maig de 1797) fou un matemàtic italià del segle xviii, conegut per haver resolt el problema de Fagnano.

## Vida i Obra
Giovanni Fagnano fou l'únic fill de Giulio Carlo Fagnano que va mostrar cert interès per les matemàtiques.
El 1752 va ser ordenat sacerdot i nomenat canonge de la catedral de Senigallia. Tres anys més tard n'esdevindria arxipreste.
Va escriure un tractat sobre geometria del triangle (mai publicat) i diversos articles d'anàlisi matemàtica a Acta Eruditorum.
Les seves aportacions més originals rauen en la resolució el 1775 de l'anomenat problema de Fagnano (la construcció del triangle de mínim perímetre inscrit dins d'un altre triangle acutangle arbitrari,, demostrant que és el triangle òrtic) l'estudi d'algunes propietats analítiques de la lemniscata i la resolució d'algunes integrals trigonomètriques.